# Trollberget (naturreservat, Lycksele kommun)
Trollberget är ett naturreservat i Lycksele kommun i Västerbottens län.
Området är naturskyddat sedan 1997 och är 9 hektar stort. Reservatet omfattar ett område på östra sluttningen av Trollberget. Reservatet består av gammal barrblandskog med inslag av äldre björk.